# Thyssen Schachtbau
Thyssen Schachtbau ist eine international tätige deutsche Bergbau-Spezialgesellschaft mit Sitz in Mülheim an der Ruhr (Nordrhein-Westfalen).

## Unternehmensgeschichte
Im April 1871 gründete August Thyssen zusammen mit seinem Vater Friedrich Thyssen die Thyssen Compagnie (Thyssen & Co.) in Mülheim an der Ruhr. Dieses Datum stellt den Grundstein aller folgenden Thyssen-Firmen und -Beteiligungen dar. Ab 1883 erwarb August Thyssen Kuxe (Anteilsscheine) vom Steinkohlenbergwerk Gewerkschaft Deutscher Kaiser in Duisburg-Hamborn. Im Jahre 1891 gehörte ihm dieses Steinkohlebergwerk schließlich vollständig und bildete die Ausgangsbasis für seine Aktivitäten im Ruhrbergbau. Um diese voranzutreiben, wurde 1898 die Fachabteilung Bohr- und Schachtbau gegründet, was als eigentliche Geburtsstunde der Thyssen Schachtbau GmbH anzusehen ist. Nach dem Erwerb der Tiefbohr AG Lubisch wurde im Jahr 1905 die Bohr- und Schachtbauabteilung als eigenständiges Unternehmen Bohr- und Schachtbau GmbH Mülheim an der Ruhr gegründet, welche aufgrund von veränderten Marktverhältnissen 1909 wieder aufgelöst und der Gewerkschaft Deutscher Kaiser als Schachtbauabteilung angegliedert wurde.
Mit dem Ende des Ersten Weltkrieges kam es zu einer Aufteilung der Gewerkschaft Deutscher Kaiser in den Eisen- und Stahlbereich August-Thyssen-Hütte und in die Gewerkschaft Friedrich Thyssen, die die Bergbauaktivitäten bündelte. Am 7. Mai 1919 wurde die Schachtbau Thyssen GmbH mit Sitz in Mülheim an der Ruhr gegründet. Nach Thyssens Tod 1926 waren es vor allem sein Sohn Fritz Thyssen und die Kinder seines 1915 verstorbenen Bruders Joseph, Julius und Hans, die als Eigentümer der Thyssen & Co. AG die Geschicke des Unternehmens bestimmten.
Nach anfänglichen Sympathien für den Nationalsozialismus sagte sich Fritz Thyssen frühzeitig davon los und ging in Opposition zu Adolf Hitler. Hierauf wurde er enteignet und ins Konzentrationslager gebracht. Die restlichen Anteile seiner Neffen Julius und Hans an der Thyssen & Co. AG wurden 1940 durch den deutschen Staat für einen Bruchteil ihres Wertes erworben. Damit ging auch die Schachtbau Thyssen GmbH in den Besitz des deutschen Staates über, der diese noch 1940 an die Reichswerke Hermann Göring weiterverkaufte. Der neue Besitzer fusionierte 1941 die Schachtbau Thyssen GmbH mit der Bergbau AG Salzgitter zur Großdeutschen Schachtbau- und Tiefbohr-GmbH.
Nach dem Zweiten Weltkrieg erfolgte die Umfirmierung in Deutsche Schachtbau- und Tiefbohr-GmbH. Durch die Rückübertragung von Teilen ihres durch die Nationalsozialisten bzw. die Alliierten enteigneten Vermögens an Fritz Thyssen beziehungsweise nach dessen Tod 1951 an seine Frau Amélie Thyssen und seine Tochter Anita Gräfin Zichy-Thyssen kam es 1952 schließlich zur Neugründung der Schachtbau Thyssen GmbH, Mülheim an der Ruhr, die sich seit diesem Zeitpunkt einzig im Besitz des Familienzweiges Fritz Thyssen, Sohn von August Thyssen befindet. Im Jahre 1970 kam es zur Umbenennung in den noch immer gültigen Namen Thyssen Schachtbau GmbH. Heute ist Claudio L. Graf Zichy-Thyssen alleiniger, dem Unternehmen vorstehender Gesellschafter.

## Organisation

### Konzernstruktur
Thyssen Schachtbau GmbH gehört als Tochtergesellschaft der Thyssen Schachtbau Holding GmbH zum Konzernverbund, an deren Spitze die Thyssen & Co. GmbH steht.

### Tochtergesellschaften
- RAR Rohr- und Anlagenbau Recklinghausen GmbH
- TS Bau GmbH
- DIG Deutsche Innenbau GmbH
- OLKO-Maschinentechnik GmbH
- Bergbau-Spezialgesellschaft Ruhr-Lippe mbH
- Deutsche Bergbau-Spezialgesellschaft mbH
- OOO Thyssen Mining Construction East
- TOO Schachtbau Kasachstan
- Thyssen Mining Construction of Australia Pty. Ltd.

### Schwestergesellschaften
- Emscher Aufbereitung GmbH
- TS Technologie + Service GmbH
- Thyssen Schachtbau Immobilien GmbH

### Geschäftsbereiche
Thyssen Schachtbau gliedert sich in die Geschäftsbereiche
- Bergbau
- Schachtbau und Bohren
- Verwaltung

## Geschäftsbereiche

### Bergbau
- Auffahrung von Strecken im Hartgestein
- Auffahrung von Strecken in schlagwettergefährdeten Bereichen
- Auffahrtechniken:

- Vollschnittmaschinen
- Teilschnittmaschinen
- Auffahrungen mit Bohr- und Sprengarbeit
- Erstellung von horizontalen und vertikalen Großräumen
- Teufen von Blindschächten
- Gleis- und Senkarbeiten
- Rauben von Strebbetrieben
- Sanierung von Tunneln und Strecken

### Schachtbau und Bohren
- Teufen und Auskleiden von Schächten für den Berg-, Tunnel- und Ingenieurbau sowie für Endlager von radioaktivem Abfall
- Anwendung der gewöhnlichen Schachtbautechnik, der Zementationstechnik und der * Gefrierschachttechnik
- Schachtbohren
- Raise boring
- Bunkerbau
- Lieferung, Installation und Inbetriebnahme der Schachtfördertechnik
- Schlüsselfertige Projektierung, Bau und Montage von Bergwerkskomplexen
- Erstellung von Explorationsbohrungen von über Tage und unter Tage
- Erstellung von Sonderbauwerken wie Wasserdämme, langzeitsichere und dauerstandsichere Schachtverschlüsse

### Verwaltung
Der Geschäftsbereich Verwaltung unterteilt sich in die zentralen Dienstleistungen Finanz- und Rechnungswesen, Personalverwaltung und Informationstechnologie, sowie die Stabsstellen Controlling, Recht, Treasury und Arbeitssicherheit.

## Herausragende Projekte

### Bergbau
| Projekt                             | Auffahrungslänge |
| ----------------------------------- | ---------------- |
| Vollschnittmaschinenauffahrungen    | > 90.000 m       |
| Gesteinsstrecken                    | > 150.000 m      |
| Flözstrecken im Steinkohlenbergbau  | > 400.000 m      |
| Füllort Zeche Auguste Victoria, DEU |                  |
| Schrägschacht Wabash Mine, USA      |                  |

### Schachtbau und Bohren
| Land        | Projekt                     | Schacht               | Teufe   |
| ----------- | --------------------------- | --------------------- | ------- |
| Deutschland | Erkundungsbergwerk Gorleben | Schacht 1             | 933 m   |
| Deutschland | Erkundungsbergwerk Gorleben | Schacht 2             | 843 m   |
| Deutschland | Verbundbergwerk Rheinland   | Schacht Rheinberg     | 1265 m  |
| Deutschland | Bergwerk Prosper-Haniel     | Schacht Hünxe         | 1350 m  |
| Deutschland | Bergwerk Saar               | Nordschacht           | 1750 m  |
| Deutschland | Bergwerk Saar               | Primsmulde            | 1260 m  |
| Südafrika   | Western Deep Levels         | Wetter-Blindschacht,  | 550 m   |
| Schweiz     | Gotthard-Basistunnel        | Bohrschacht Sedrun II | 800 m   |
| Russland    | Norilsk                     | Schacht WS-10         | 2.050 m |
| Russland    | Norilsk                     | Schacht SKS-1         | 2.050 m |
| Russland    | Bergwerk Gremjatschinskij   | Skipschacht 1         | 1.147 m |
| Russland    | Bergwerk Gremjatschinskij   | Skipschacht 2         | 1.147 m |
| Russland    | Bergwerk Gremjatschinskij   | Serviceschacht        | 1.115 m |